# Аккуавіва-Пічена
Аккуавіва-Пічена (італ. Acquaviva Picena) — муніципалітет в Італії, у регіоні Марке,  провінція Асколі-Пічено.
Аккуавіва-Пічена розташована на відстані близько 165 км на північний схід від Рима, 80 км на південь від Анкони, 23 км на північний схід від Асколі-Пічено.
Населення — 3869 осіб (2014).
Щорічний фестиваль відбувається 6 грудня. Покровитель — святий Миколай di Mira.

## Історія
Територія Аквавіва була заселена ще з доісторичних часів, про що свідчать численні археологічні знахідки, більшість з яких походять з епохи Піценів, але також і з римської епохи. Коли Піценти (або Пічені, італ. Piceni), які оселилися тут у 6 столітті до н.е., були підкорені римськими військами, село Аквавіва вижило завдяки близькості до Каструм Труентінум.
Під час варварських навал село перетворилося на міське поселення: прихід лангобардів і сарацинів змусив прибережне населення переселитися вглиб країни. Спочатку село належало абатству Фарфа (947 рік), потім стало феодом родини Аквавіва (звідси і назва), яка збудувала фортецю у 13 столітті. 
У 1341 році Аквавіва перейшла під контроль міста Фермо і стала гарнізоном, що захищав ворожу територію, утримуючи прибережні села (Сан-Бенедетто-ін-Альбула) поза межами досяжності Асколі. Протягом 4-го століття населення села зростало, в результаті чого його чисельність збільшилася вдвічі від початкового розміру. Східна частина села була побудована і названа "Terra nuova", щоб відокремити його від "Terra Vecchia", яка була первісним поселенням, безпосередньо перед фортецею. Це викликало необхідність побудувати ще одну частину фортеці з того ж боку, зі сходу. Як частина Папської держави, Аквавіва була приєднана шляхом плебісциту до Королівства Італія в 1860 році.  

## Демографія
Населення за роками:

Станом на 1 січня 2023 року в муніципалітеті офіційно проживало 167 іноземців з 32 країн, серед них 69 громадян країн Євросоюзу та 5 громадян України.

## Сусідні муніципалітети
- Гроттаммаре
- Монсамполо-дель-Тронто
- Монтепрандоне
- Оффіда
- Рипатрансоне
- Сан-Бенедетто-дель-Тронто